# Julio Pereyra
Julio César Pereyra (Gualeguaychú, 5 de agosto de 1951) es un político argentino, perteneciente al Partido Justicialista. Ejerció el cargo de intendente municipal en el Partido de Florencio Varela desde 1992 hasta asumir como diputado provincial en diciembre de 2017. También es presidente del Consejo del Partido Justicialista local. Desde el 10 de diciembre de 2021, es diputado nacional por el Frente de Todos.

## Biografía
Comenzó su carrera política en Florencio Varela como Secretario político del Bloque Justicialista del Honorable Concejo Deliberante. Al año siguiente se convirtió en Director de Entidades de Bien Público y también fue asesor ad honorem del entonces intendente municipal.
En 1987 fue elegido por primera vez como Concejal por el Partido Justicialista. También fue Secretario de Gobierno y en el 1991 fue nuevamente elegido como Concejal. 
El 28 de febrero de 1991 asumió como Intendente municipal interino en reemplazo de Julio Alberto Carpinetti.
En mayo de 1992 asumió definitivamente como intendente municipal luego de que Carpinetti fuera designado al frente del Ente del Conurbano. Desde entonces, fue reelecto como jefe comunal en las elecciones de 1993, 1995, 1999, 2003, 2007, 2011 y 2015.
Durante su gestión como intendente, ejecutó programas destinados al desarrollo social, productivo, político y cultural del municipio e implementó el uso de herramientas digitales de comunicación. Entre ellos el Sistema de información geográfica (GIS), la Ventanilla Única, el Call Center, Varela APP y AladdinBox.
En 2007 inauguró el Hospital de Alta Complejidad El Cruce (HEC) Néstor Carlos Kirchner en Florencio Varela, que nació de una necesidad de la región que le trasladó al entonces presidente, Néstor Kirchner.
Durante su gestión también inauguró la Universidad Nacional Arturo Jauretche en Varela, la cual cuenta con más de veinte mil estudiantes y casi el 80 % son primera generación de universitarios, es decir, provienen de familias cuyos miembros no accedieron a este nivel de educación.
El 19 de diciembre de 2003 asumió como presidente de la FAM y fue reelecto en 2006, 2008 y 2010. Del 2003 al 2016 fue presidente y copresidente de la Federación Latinoamericana de Ciudades, Municipios y Asociaciones Municipalistas (FLACMA) en reiteradas oportunidades.
Del 2013 a 2016 fue representante de Ciudades y Gobiernos Locales Unidos (CGLU) para América Latina.
En 2017 fundó la Fundación Internacional para el Desarrollo Local (FINDEL).
El 22 de octubre de 2017 fue elegido como diputado provincial por la Provincia de Buenos Aires por la tercera sección electoral y actualmente preside el Bloque PJ Unidad y Renovación en la Legislatura Bonaerense.